# A Török

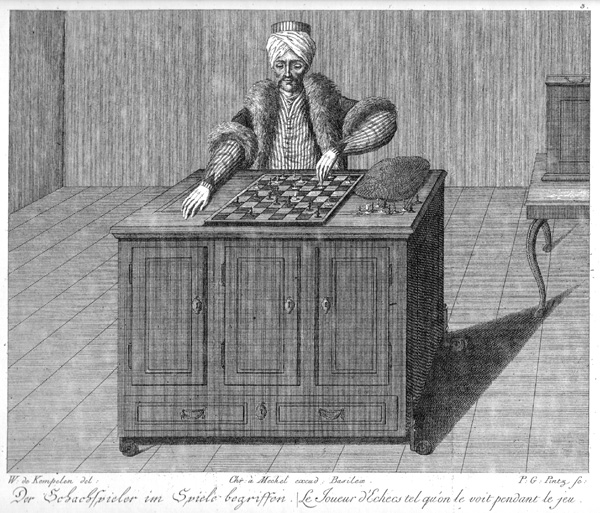
A Török - rézmetszet Karl Gottlieb von Windisch 1783-ban megjelent könyvéből. Windisch neve a Török titkának nyughatatlan kutatójaként maradt fenn

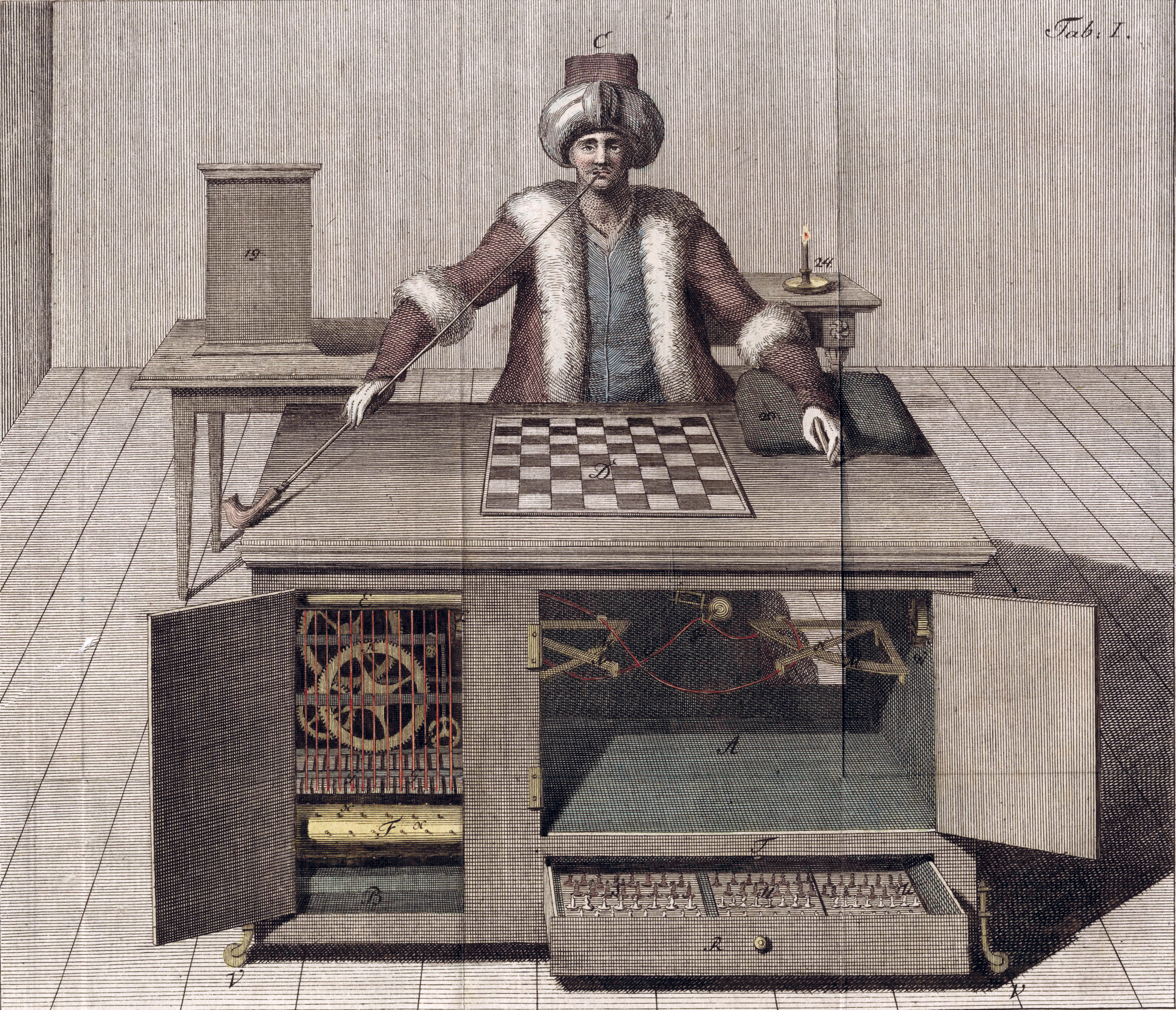
Kempelen azzal hárította el a gyanút, hogy a játszmák előtt elöl és hátul is feltárta a gép mechanikáját

A Török Kempelen Farkas legendás sakkozógépe volt, a 18. század nagy szenzációja, automata, amelynek működését később azzal magyarázták, hogy egy ember volt benne elrejtve.

## Története
A gépet Kempelen (1734–1804) 1769-ben készítette, hogy elkápráztassa vele Mária Terézia királynőt. A tudomány diadalaként ünnepelt gép sakkpartikat nyert az emberi ellenfelek ellen, és végig tudta járni a huszár útját: a sakktáblán a huszár minden mezőt érintett vándorlása során, de mindegyiket csak egyszer. Első kihívója a feljegyzések szerint Cobenzl gróf volt. A gépről és titkáról ezután újságcikkek és tanulmányok százai születtek. Leírása a Leipziger Magazin für Naturkunde, Mathematik und Oekonomie c. folyóirat 1784. évfolyamában jelent meg.
A Török túlélte Kempelent, végigtúrázta Európát és Észak-Amerikát és szinte mindig nyert, míg 1854-ben Philadelphiában egy tűzben megsemmisült. Hosszú útja során legyőzte többek közt Napóleont és Benjamin Franklint. Bár korábban is sokan sejtették, hogy a gép titka a benne elrejtett emberi kezelő, e titkot csak 1857-ben próbálta leleplezni nyíltan a The Chess Monthly című rövid életű amerikai sakklap, amely gyakorlatilag csak erről a tettéről emlékezetes.
Kempelen, aki komoly tudós volt, azzal hárította el a gyanút, hogy a játszmák előtt elöl és hátul is feltárta a gép mechanikáját, ajtókat kinyitva. Évtizedekkel később Edgar Allan Poe Maelzel sakkjátékosa című esszéjében írta le ezt a szertartást.

## Érdekességek
- Szintén Töröknek hívják a Terminátor – Sarah Connor krónikái filmsorozatban azt a sakkprogramot, melyből később a Skynet fog kifejlődni.
- Az Időfutár című ifjúsági rádiójátékban- és regényben is fontos szerepet kapott időgépként.